# Círculo de Bloomsbury

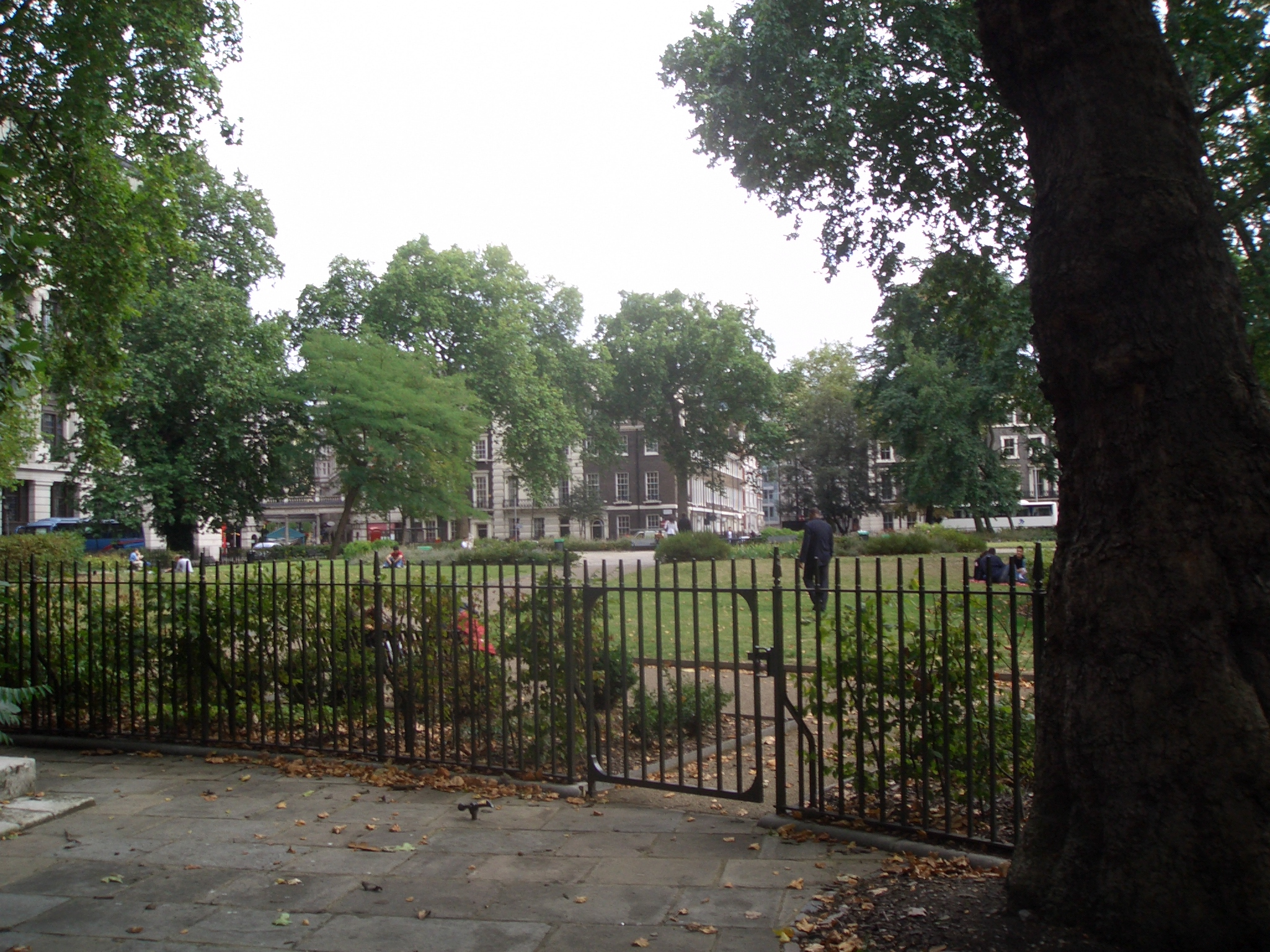
Vista del barrio londinense de Bloomsbury.

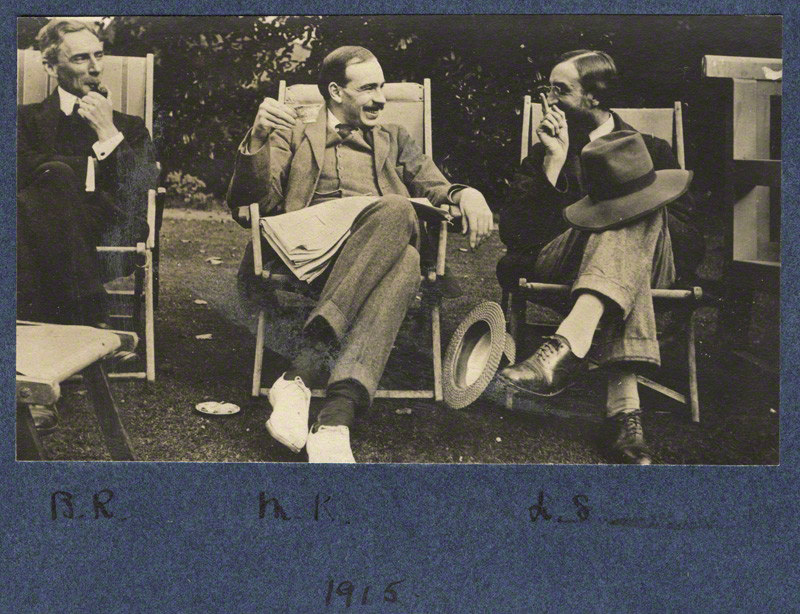
De izquierda a derecha: el filósofo Bertrand Russell, el economista John Maynard Keynes y el biógrafo Lytton Strachey.

Con el nombre de círculo o grupo de Bloomsbury se suele designar a un conjunto de intelectuales británicos que durante el primer tercio del siglo xx destacaron en el terreno literario, artístico o social. Se designó así tomando el nombre del barrio de Londres que rodea al Museo Británico y donde habitaba la mayor parte de sus integrantes, que comenzó a reunirse en torno a 1907 en casa de la escritora Virginia Stephen (después Virginia Woolf) y de su hermana Vanessa, casada con el crítico de arte Clive Bell. Estos intelectuales eran en su mayor parte miembros de la sociedad secreta denominada los Apóstoles de Cambridge, y muchos de ellos publicaron en la editorial Hogarth Press, que crearon Virginia y su marido Leonard Woolf.

## Orígenes

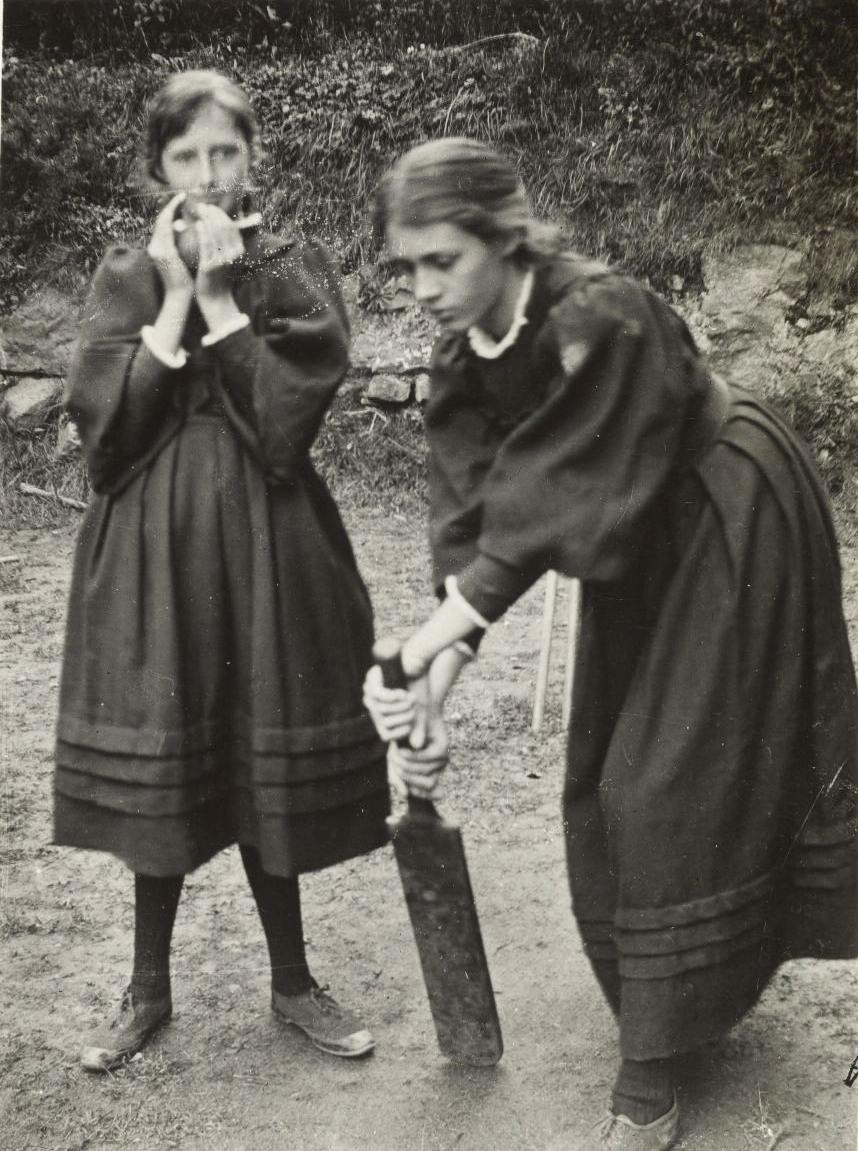
Virginia Woolf y Vanessa Bell, de niñas, juegan críquet.

El círculo de Bloomsbury era un influyente grupo de escritores, intelectuales, filósofos y artistas ingleses, entre cuyos miembros más conocidos estaban Virginia Woolf, John Maynard Keynes, E. M. Forster y Lytton Strachey. Este colectivo de amigos y familiares vivió, trabajó o estudió agrupado cerca del barrio de Bloomsbury (Londres), durante la primera mitad del siglo xx. Según Ian Ousby, «aunque sus miembros negaron ser un grupo en cualquier sentido formal, se hallaban ligados por una permanente fe en la importancia de las artes». Sus obras y perspectivas influyeron profundamente en la literatura, la estética, la crítica y la economía, creando actitudes modernas en el feminismo, el pacifismo y la sexualidad.
Salvo Duncan Grant, los miembros masculinos del grupo se educaron en el Trinity College o el King's College de la Universidad de Cambridge. La mayoría de ellos, excepto Clive Bell y las hermanas Stephen, pertenecían a la exclusiva sociedad secreta de los Apóstoles de Cambridge. A lo largo de 1899, Lytton Strachey, Leonard Woolf, Saxon Sydney-Turner y Clive Bell se hicieron buenos amigos de Thoby Stephen en el Trinity College, y fue a través de las hermanas de Thoby y Adrian Stephen, Vanessa y Virginia, como estos conocieron a las mujeres de Bloomsbury cuando bajaron a Londres. 

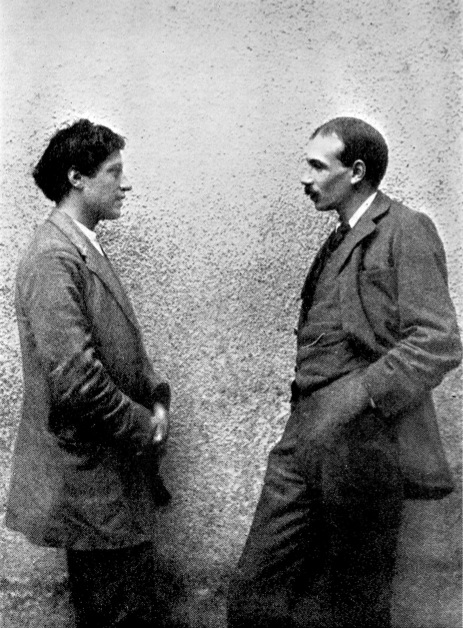
Duncan Grant y John Maynard Keynes.

En 1905, Vanessa comenzó el «Club del viernes», y Thoby organizó las «Tardes del jueves», fundamento esencial para la constitución del grupo de Bloomsbury, que era realmente «Cambridge en Londres». La muerte prematura de Thoby en 1906 los unió de modo aún más firme, convirtiéndose en lo que ahora se conoce como grupo del «Viejo Bloomsbury» (Old Bloomsbury), reunido seriamente a partir de 1912. En los años veinte y treinta, el grupo cambió con el fallecimiento de los primeros miembros y cuando la siguiente generación había alcanzado ya la edad adulta.
Los integrantes del grupo provenían en su mayoría de familias profesionales de clase media alta y formaban parte de una «aristocracia intelectual que podría remontarse a la secta de Clapham». Era una red informal pero influyente de artistas, críticos de arte, escritores e incluso un economista, que vivían en su mayor parte en el distrito central del oeste de Londres conocido como Bloomsbury. Como la secta de Clapham a la que tanto se parecían, se apoyaban entre sí en sus carreras: «Los bloomsberries promovieron el trabajo y las carreras de los demás al igual que los claphamitas originales, así como las generaciones intermedias de sus abuelos y padres».[cita requerida]
Excepto para Forster, que publicó tres novelas antes de su exitosa Howards End en 1910, el grupo desarrolló sus actividades intelectuales y artísticas con posterioridad a su inclusión.

## Miembros
El grupo tenía diez miembros originales principales:
- Clive Bell, crítico de arte;
- Vanessa Bell, pintora postimpresionista;
- E. M. Forster, escritor de ficción;
- Roger Fry, crítico de arte y pintor postimpresionista;
- Duncan Grant, pintor postimpresionista;
- John Maynard Keynes, economista;
- Desmond MacCarthy, crítico literario;
- Lytton Strachey, biógrafo;
- Leonard Woolf, ensayista y escritor de no ficción;
- Virginia Woolf, escritora de ficción y ensayista.

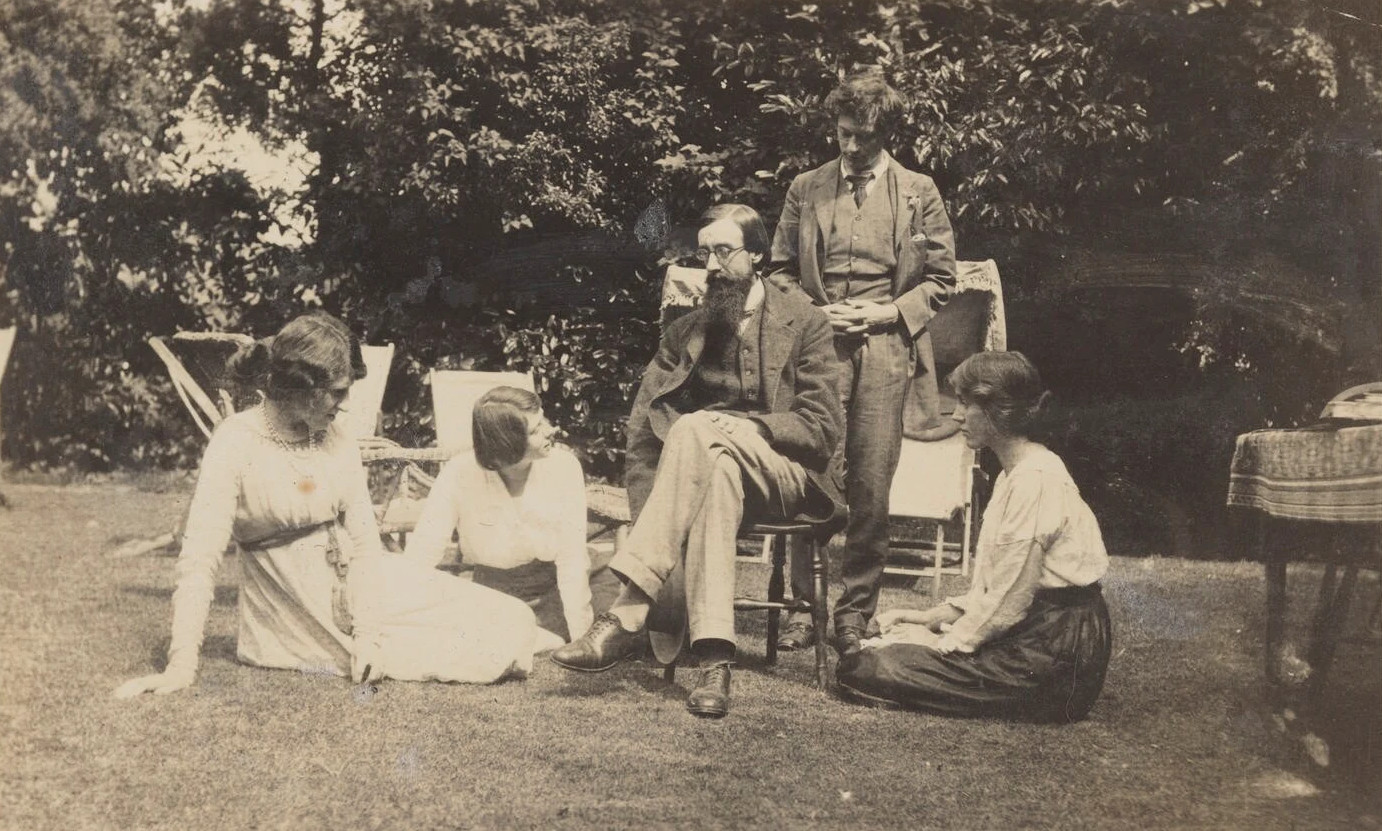
Algunos de los miembros del grupo, de izquierda a derecha: Ottoline Morrell, Maria Nys (esposa de Aldous Huxley), Lytton Strachey, Duncan Grant y Vannessa Bell.

Además de estos diez, Leonard Woolf catalogó como parte del Viejo Bloomsbury a Adrian y Karin Stephen, Saxon Sydney-Turner y Molly MacCarthy, junto con Julian Bell, Quentin Bell, Angelica Bell y David Garnett como adiciones posteriores.
Hubo matrimonios estables e idilios variados y complicados entre los miembros individuales. Lytton Strachey y su primo y amante Duncan Grant se hicieron amigos íntimos de las hermanas Stephen, luego Vanessa Bell y Virginia Woolf. Por su parte, Duncan Grant tenía idilios con los hermanos Vanessa y Adrian Stephen, así como con David Garnett, J. M. Keynes y James Strachey. Clive Bell se casó con Vanessa en 1907, y Leonard Woolf regresó del Servicio Civil de Ceilán para casarse con Virginia en 1912. Las amistades de los Apóstoles de Cambridge trajeron al grupo a Desmond MacCarthy, su esposa Molly y a E. M. Forster.
Los miembros podrían incluir también a Ottoline Morrell, Ralph Partridge, Dora Carrington, Gerald Brenan y James y Alix Strachey. Cuando Gerald Brenan decidió trasladarse a vivir a las Alpujarras de Granada en enero de 1920, esa misma primavera recibió en su casa la visita de sus amigos de Bloomsbury: Ralph Partridge, Dora Carrington y Lytton Strachey. En 1923 le visitaron Leonard y Virginia Woolf.

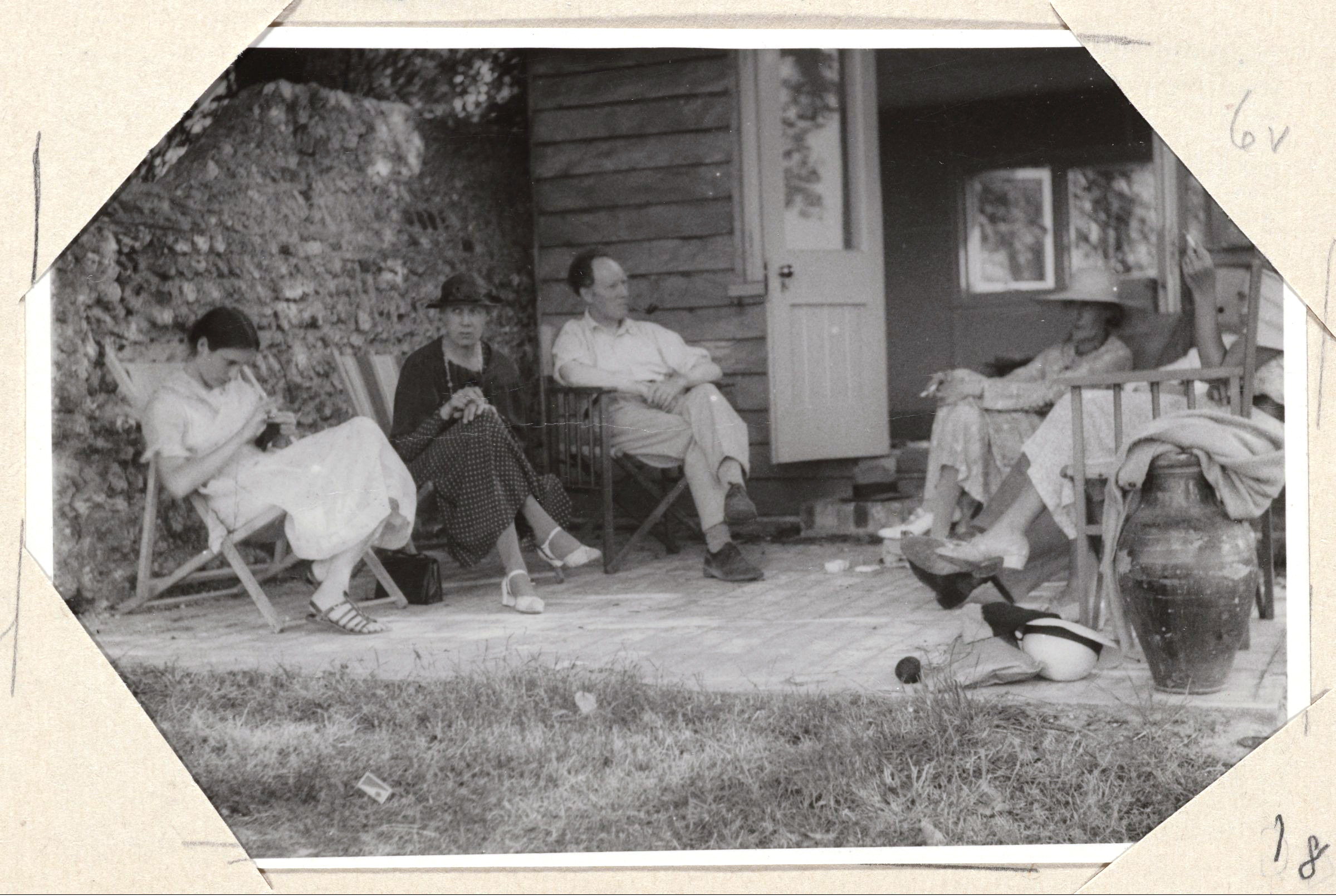
Angelica Garnett, Vanessa Bell, Clive Bell, Virginia Woolf, John Maynard Keynes y Lydia Lopokova en Monk's house

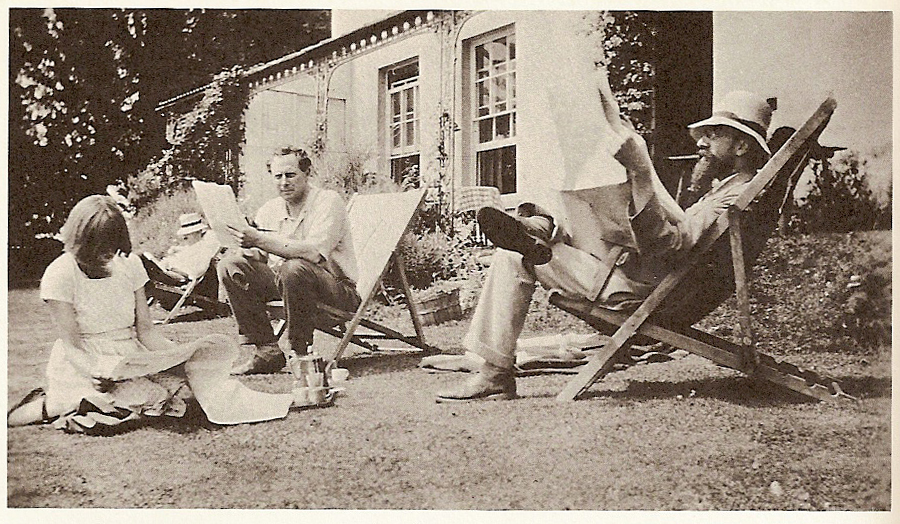
Ralph Partridge, Dora Carrington y Lytton Strachey.

El grupo se reunió no sólo en sus hogares londinenses en Bloomsbury, sino también en los retiros del campo. Hay dos importantes cerca de Lewes, en Sussex: Charleston Farmhouse, donde Vanessa Bell y Duncan Grant se trasladaron en 1916, y Monk's House (ahora propiedad del National Trust), en Rodmell, propiedad de Virginia y Leonard Woolf desde 1919.
El cementerio de la parroquia de la Ascensión en Cambridge es el lugar de descanso final de dos de los miembros del grupo de Bloomsbury: Sir Desmond y Lady Molly McCarthy. También alberga otros nueve apóstoles, incluyendo al filósofo G. E. Moore, que era una gran influencia en los bloomsberries. 

### Otros miembros
Amigos cercanos, hermanos, hermanas e incluso a veces socios de los amigos no eran necesariamente miembros de Bloomsbury: la esposa de Keynes, la bailarina de los ballets rusos de Diáguilev, Lidia Lopujova, fue aceptada a regañadientes en el grupo. Y, ciertamente, había escritores que en algún momento fueron amigos cercanos de Virginia Woolf, pero que no formaban parte claramente del grupo: el sinólogo Arthur Waley, T, S, Eliot, Katherine Mansfield o Hugh Walpole. Otra es Vita Sackville-West, que se convirtió en «el autor más vendido de Hogarth Press».

## Ideas características
Si algo tenía en común un grupo tan heterogéneo, como señala uno de sus miembros, Gerald Brenan, en su Memoria personal, era un gran desprecio por la religión, si bien también compartían todos la reacción contra la moral victoriana y el realismo del siglo xix. Por otra parte, todos se consideraban miembros de una élite intelectual ilustrada, de ideología liberal y humanista, y en su mayoría se habían educado con los mismos profesores en el Trinity College o en el King's College de Cambridge. Propugnaron especialmente la independencia de criterio y el individualismo esencial.
Las vidas y las obras de los miembros del grupo muestran una coincidencia interconectada de ideas y actitudes que ayudaron a mantener a los amigos y familiares juntos, reflejando en gran parte la influencia de G. E. Moore: la esencia de lo que Bloomsbury sacó de Moore está contenida en su afirmación de que «los principales objetos de la vida eran el amor, la creación y disfrute de la experiencia estética y la búsqueda del conocimiento».

### Filosofía y ética
A través de los Apóstoles se encontraron con los filósofos analíticos G. E. Moore y Bertrand Russell, principales exponentes de la filosofía británica a principios del siglo xx. La distinción entre fines y medios era un lugar común de la ética, pero lo que hizo que los Principia Ethica (1903), de Moore, fueran tan importantes para la base filosófica del pensamiento de Bloomsbury era su concepción del valor intrínseco como distinto del valor instrumental. Para Moore, el valor intrínseco dependía de una intuición indeterminable del bien y de un concepto de estados complejos de la mente cuyo valor en conjunto no era proporcional a la suma de sus partes. Al igual que con la distinción entre amor (un estado intrínseco) y monogamia (un comportamiento), la diferenciación de Moore entre el valor intrínseco e instrumental permitió a los bloomsberries mantener una base ética basada en el mérito intrínseco, independiente y sin referencia a las consecuencias de sus acciones. Tanto para el filósofo como para Bloomsbury, los bienes éticos más importantes eran la importancia de las relaciones personales y la vida privada, así como la apreciación estética: del «arte por el arte».

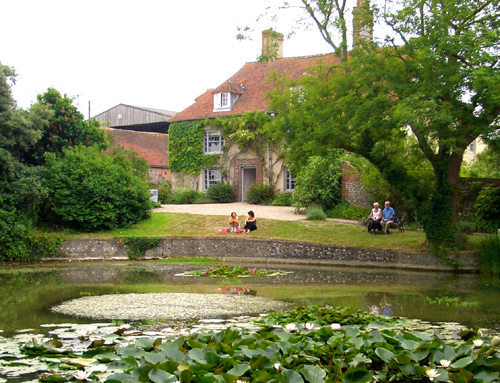
Charleston Farmhouse, Sussex

### Rechazo de los hábitos burgueses
Bloomsbury reaccionó contra los hábitos burgueses, los rituales sociales y las convenciones de la vida victoriana con su énfasis en favor de un enfoque más informal y privado sobre las relaciones personales y el placer individual. E. M. Forster, por ejemplo, aprobó «la decadencia de la elegancia y la moda como factores y el crecimiento de la idea de disfrute», y afirmó que «si tuviera que elegir entre traicionar a mi país y traicionar a mi amigo, debería tener las agallas para traicionar a mi país».[cita requerida]
Los miembros del Grupo creían en el placer y trataban de sacar el máximo de sus relaciones personales; «si esto significaba triángulos o figuras geométricas más complicadas, bueno, entonces también se aceptaba eso». Sin embargo, al mismo tiempo, compartían un ideal sofisticado, civilizado y altamente articulado de placer. Como lo expresó Virginia Woolf, su «triunfo consiste en haber elaborado una visión de la vida que no era de ninguna manera corrupta, siniestra o meramente intelectual, más bien ascética y austera, que aún conserva, y los mantiene comiendo juntos, y permaneciendo juntos, después de 20 años».[cita requerida]
El Grupo obtuvo una temprana relevancia en los medios cuando, en 1910, varios integrantes llevaron a cabo el «engaño del Dreadnought», una broma en la que se hicieron pasar por representantes de la realeza abisinia para ser recibidos en el acorazado HMS Dreadnought con honores de Estado y que, debido a su repercusión en los medios, puso en ridículo a la Royal Navy.

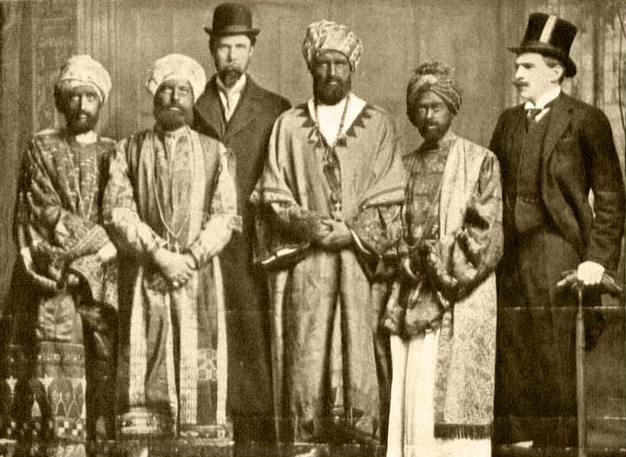
Virginia Woolf en el engaño del Dreadnought.

En el terreno artístico, sustentaron una gran admiración por Paul Gauguin, Vincent Van Gogh y, en especial, Paul Cézanne, cuyo influjo fue determinante en el caso de Grant y Bell.

### Política
El grupo de Bloomsbury mantuvo en general posiciones izquierdistas —por ejemplo, opuestas al militarismo—; pero sus clubes y reuniones no eran de activistas, como las organizaciones políticas a las que también pertenecían muchos de los integrantes. Serían criticados por sus sucesores de la década de 1930, quienes, en cambio, estaban «profundamente afectados por la política que Bloomsbury había rechazado».[cita requerida]
La campaña para el sufragio femenino se agregó a la naturaleza polémica de Bloomsbury, como Virginia Woolf representó al grupo en sus novelas Los años y Noche y día, obras sobre el movimiento de las sufragistas.

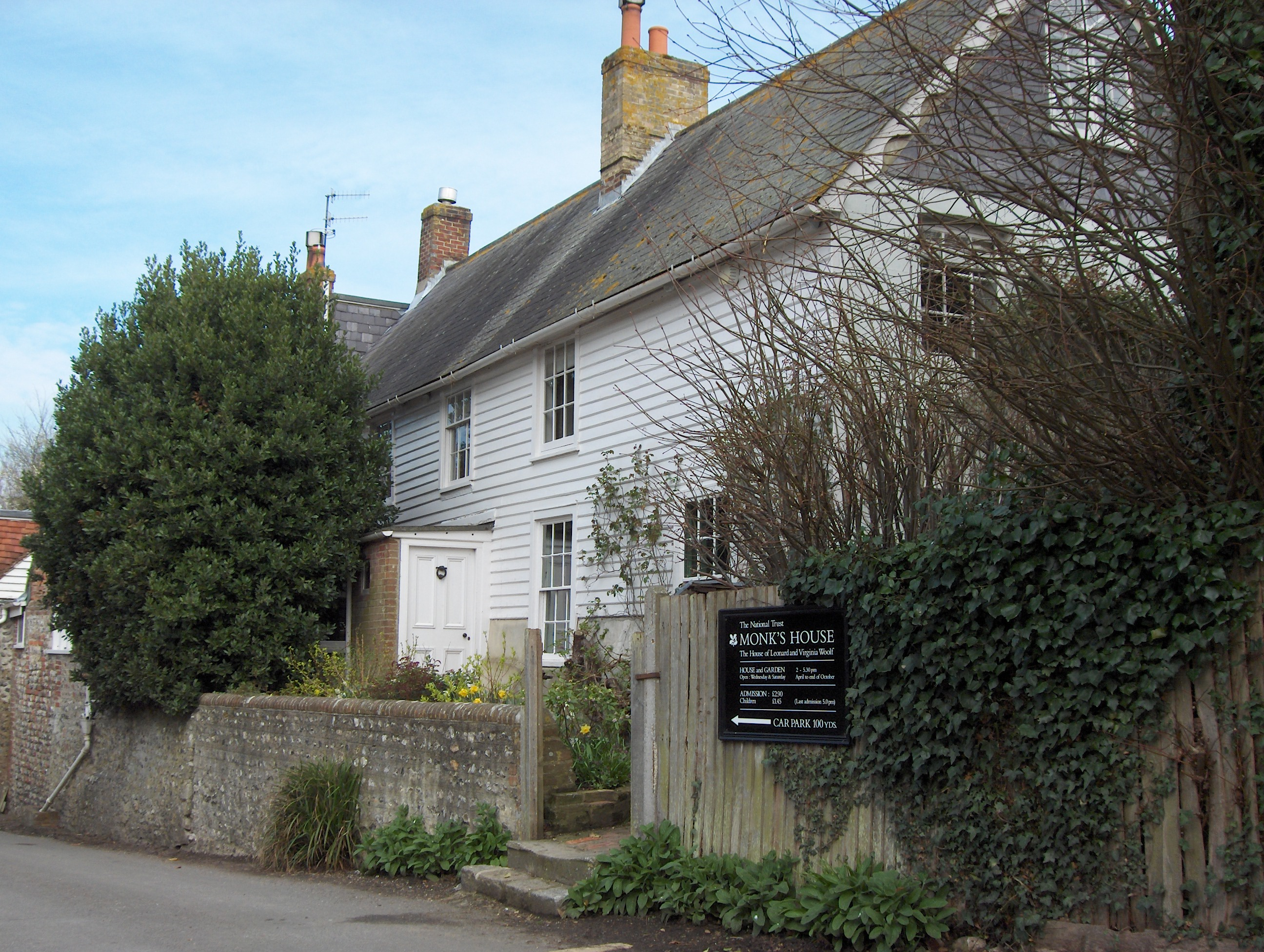
Monk house. Virginia Woolf.

### Arte
Roger Fry se unió al grupo en 1910. Sus exposiciones postimpresionistas de 1910 y 1912 involucraron a Bloomsbury en una segunda revolución, siguiendo la filosofía de Cambridge. Esta vez, los pintores de Bloomsbury estuvieron muy implicados e influenciados. Fry y otros artistas de Bloomsbury rechazaron la distinción tradicional entre arte puro y arte decorativo. 
Estas «suposiciones de Bloomsbury» se reflejan en las críticas de los miembros al realismo materialista en la pintura y la ficción, influenciado sobre todo por el concepto de forma significante, de Clive Bell, que separó y elevó el concepto de forma por encima del contenido en obras de arte: se ha sugerido que, con su «concentración en la forma […] las ideas de Bell han venido a defender, quizás demasiado, los principios estéticos del grupo de Bloomsbury».[cita requerida]
La hostilidad del canon establecido hacia el postimpresionismo hizo que la posición del grupo de Bloomsbury fuera polémica. Clive Bell polemizó sobre el postimpresionismo en su libro (1914), ampliamente leído, basando su estética en parte en la crítica de arte de Roger Fry y en la filosofía moral de G. E. Moore. Y como la guerra empezó entonces él discutió eso «en estos días de tormenta y de oscuridad, parecía correcto que en el santuario de la civilización —en Bloomsbury, me refiero— la lámpara debía ser iluminada».[cita requerida]

### Primera Guerra Mundial
El desarrollo del antiguo Bloomsbury fue inevitablemente afectado, junto con casi todo lo demás en la cultura modernista, por la Primera Guerra Mundial. «El pequeño mundo de Bloomsbury quedó irremediablemente destrozado», aunque, de hecho, sus amistades «sobrevivieron a los trastornos y a las dislocaciones de la guerra, en muchos aspectos incluso fueron fortalecidas por ellas». La mayoría, pero no todos, eran objetores de conciencia, lo que por supuesto se añadió a las controversias del grupo, con inclinaciones políticas hacia el liberalismo y el socialismo.
Aunque la guerra dispersó al Viejo Bloomsbury, los individuos continuaron desarrollando sus carreras. E. M. Forster siguió sus novelas exitosas con Maurice, que no pudo publicar porque trataba de la homosexualidad. En 1915, Virginia Woolf sacó su primera novela: The Voyage Out. Y, en 1917, los Woolf fundaron la editorial Hogarth Press, que publicaría a T. S. Eliot, Katherine Mansfield y muchos otros, incluyendo a Virginia misma, junto con las traducciones inglesas estándar de Sigmund Freud. En 1918, Lytton Strachey publicó su crítica de la época victoriana en la forma de cuatro biografías irónicas en Eminent Victorians, que «le trajo el triunfo que él había deseado siempre […] el libro fue una sensación».
El año siguiente vino el influyente ataque de J. M. Keynes al Tratado de Paz de Versalles: Las consecuencias económicas de la Paz, que establecieron de inmediato a Maynard como economista de eminencia internacional.

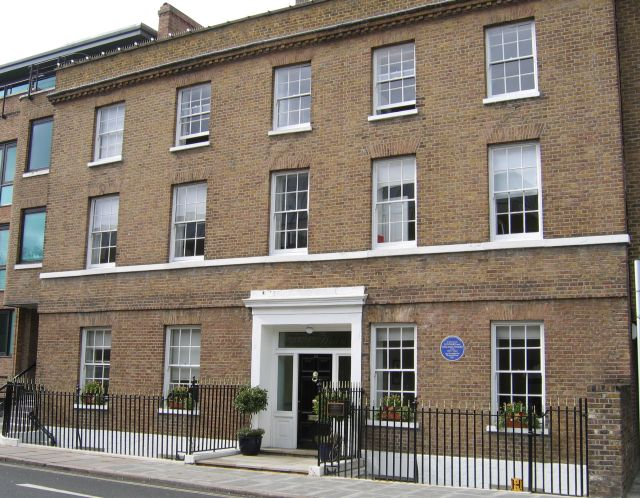
La Hogarth Press House, sede de la editorial, en Richmond, Surrey.

### Periodo final del Grupo de Bloomsbury
La década de 1920 fue en muchas maneras la floración de Bloomsbury. Virginia Woolf escribía y publicaba sus novelas y ensayos modernistas más leídos, E. M. Forster completó Un pasaje a la India, que sigue siendo la novela más respetada del imperialismo británico en la India. Forster no escribió más novelas, pero se convirtió en uno de los ensayistas más influyentes de Inglaterra. Duncan Grant y Vanessa Bell, tuvieron exposiciones individuales. Lytton Strachey escribió sus biografías de dos reinas, Victoria y después Elizabeth y Essex. Desmond MacCarthy y Leonard Woolf participaron en una rivalidad amistosa como editores literarios, respectivamente del New Statesman y The Nation and Athenaeum, alimentando así animosidades que vieron a Bloomsbury dominando la escena cultural. Roger Fry escribió y dio conferencias ampliamente sobre arte; Clive Bell aplicó los valores de Bloomsbury a su libro Civilization (1928), que Leonard Woolf consideraba limitado y elitista, describiendo a Clive como un "maravilloso organizador de carreras de galgos intelectuales".

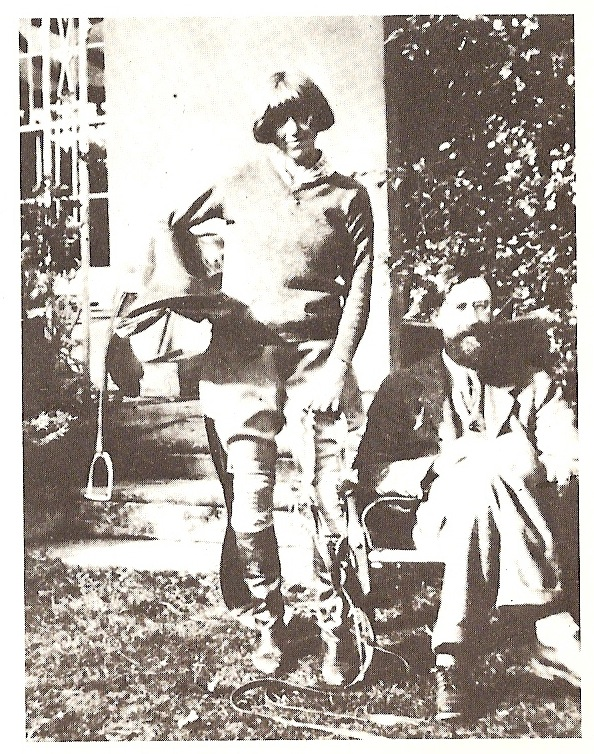
El biógrafo Lytton Strachey y la pintora Dora Carrington

En la oscuridad de los años treinta, Bloomsbury comenzó a morir: «Bloomsbury en sí ya no era ya un foco». Un año después de publicar una colección de vidas breves, Portraits in Miniature (1931), Lytton Strachey murió; poco después, Dora Carrington, que siempre había estado locamente enamorada y dependiente de él, se suicidó de un disparo. Roger Fry, quien se había convertido en el mayor crítico de arte de Inglaterra, falleció en 1934. Vanessa y el hijo mayor de Clive, Julian Bell, murieron en 1937, durante la guerra civil española. Virginia Woolf escribió la biografía de Fry; pero, con la llegada de la guerra una vez más, reapareció su inestabilidad emocional, y se suicidó —llenándose los bolsillos de su abrigo con piedras y tirándose al río cercano a su casa— en 1941. En la década anterior, se había convertido en una de las escritoras feministas más famosas del siglo, con tres novelas más y una serie de ensayos que incluía su último libro de memorias: A Sketch of the Past.
Fue también en la década de 1930 en la que Desmond MacCarthy se convirtió, quizás, en el crítico literario más leído y oído con sus columnas en The Sunday Times y sus emisiones en la BBC. La obra capital de John Maynard Keynes, Teoría general del empleo, el interés y el dinero (1936), lo convirtió en uno de los economistas más influyentes del siglo. Murió en 1946, después de estar muy implicado en negociaciones monetarias con los Estados Unidos en Breton Woods, para la instauración del actual sistema monetario internacional.
La diversidad y la colectividad de las ideas y logros del Bloomsbury final se pueden resumir en una serie de obras publicadas en 1938, año de los Acuerdos de Múnich. Virginia Woolf publicó su polémica feminista radical Tres guineas, que sorprendió a algunos de sus compañeros —incluso a Keynes, quien había disfrutado de la más amable Una habitación propia (1929)—. Keynes publicó su famosa pero decididamente más conservadora memoria My Early Beliefs. Clive Bell publicó un folleto de apaciguamiento —aunque más tarde apoyaría la guerra—, y E. M. Forster escribió una versión temprana de su famoso ensayo What I Believe, con su elección, aún chocante para algunos, de las relaciones personales sobre el patriotismo: su tranquila aseveración de que, frente a las reivindicaciones cada vez más totalitarias de izquierda y derecha, «las relaciones personales […] el amor y la lealtad a un individuo pueden contrarrestar las pretensiones del Estado».

### Memoir Club
En marzo de 1920, Molly MacCarthy comenzó el Memoir Club para ayudar a Desmond y ella misma a escribir sus memorias, y también «para que sus amigos se reagrupen después de la guerra (con la condición de que siempre deben decir la verdad)». Se reunió hasta 1956 o 1964.

## Galería

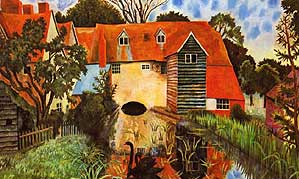
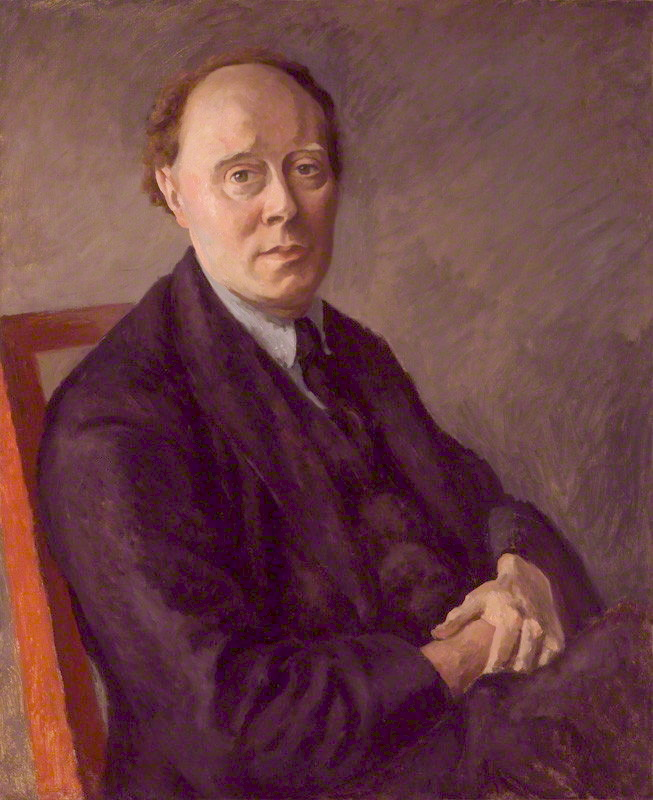
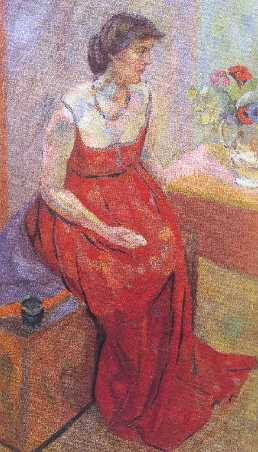
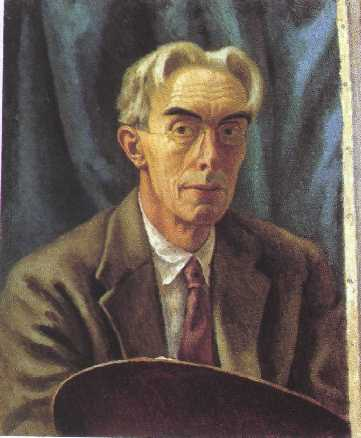
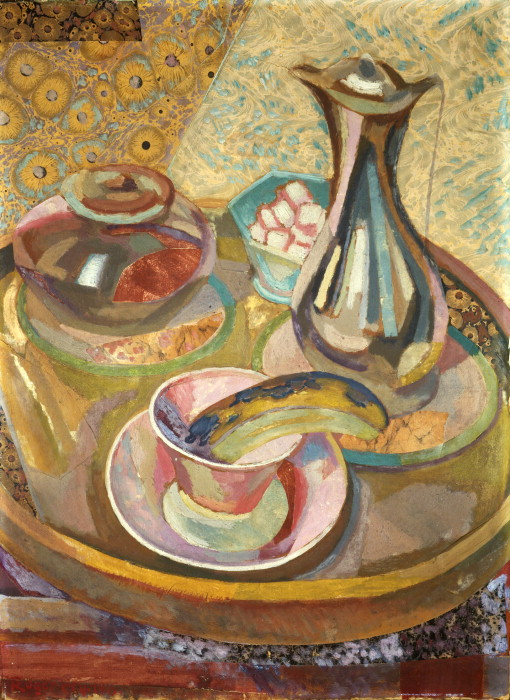
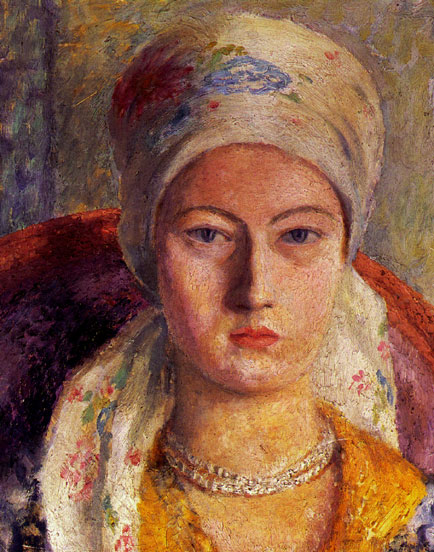
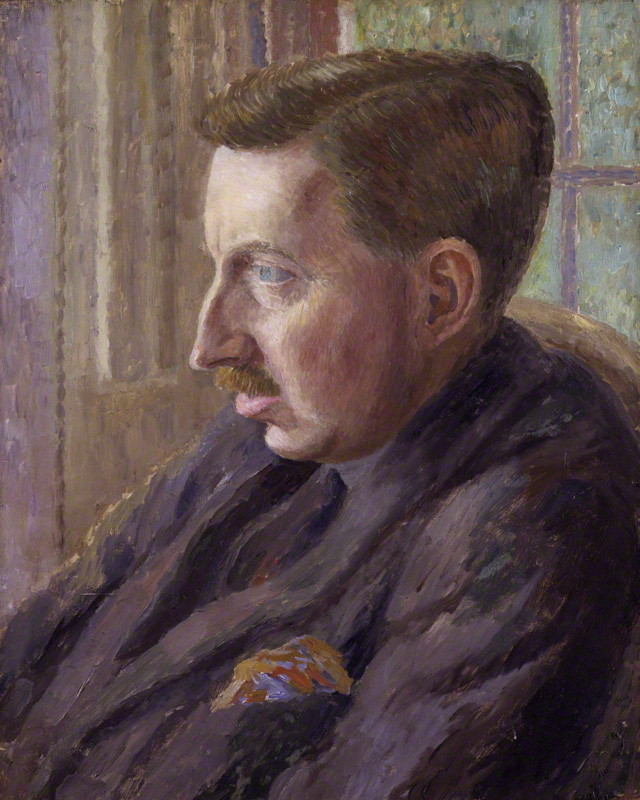
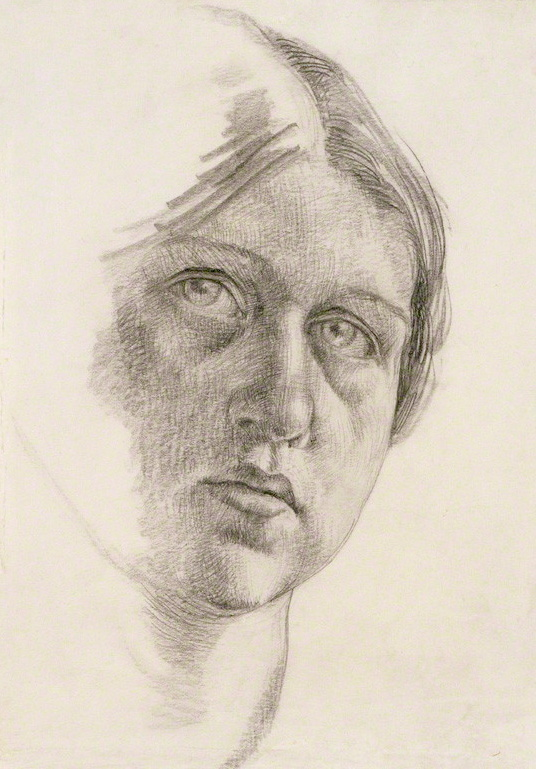
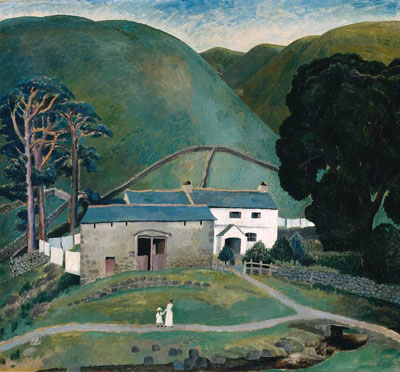
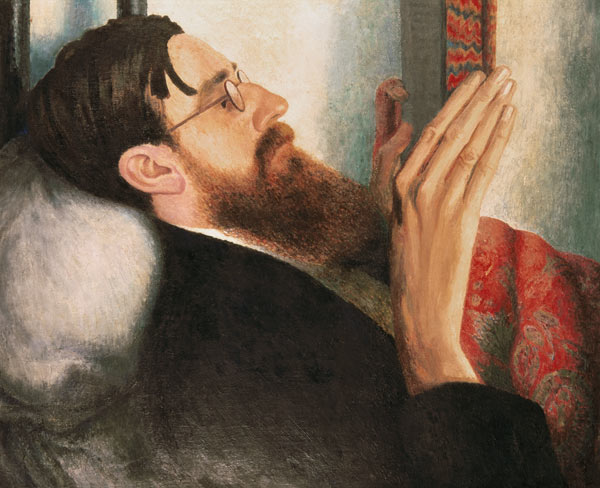
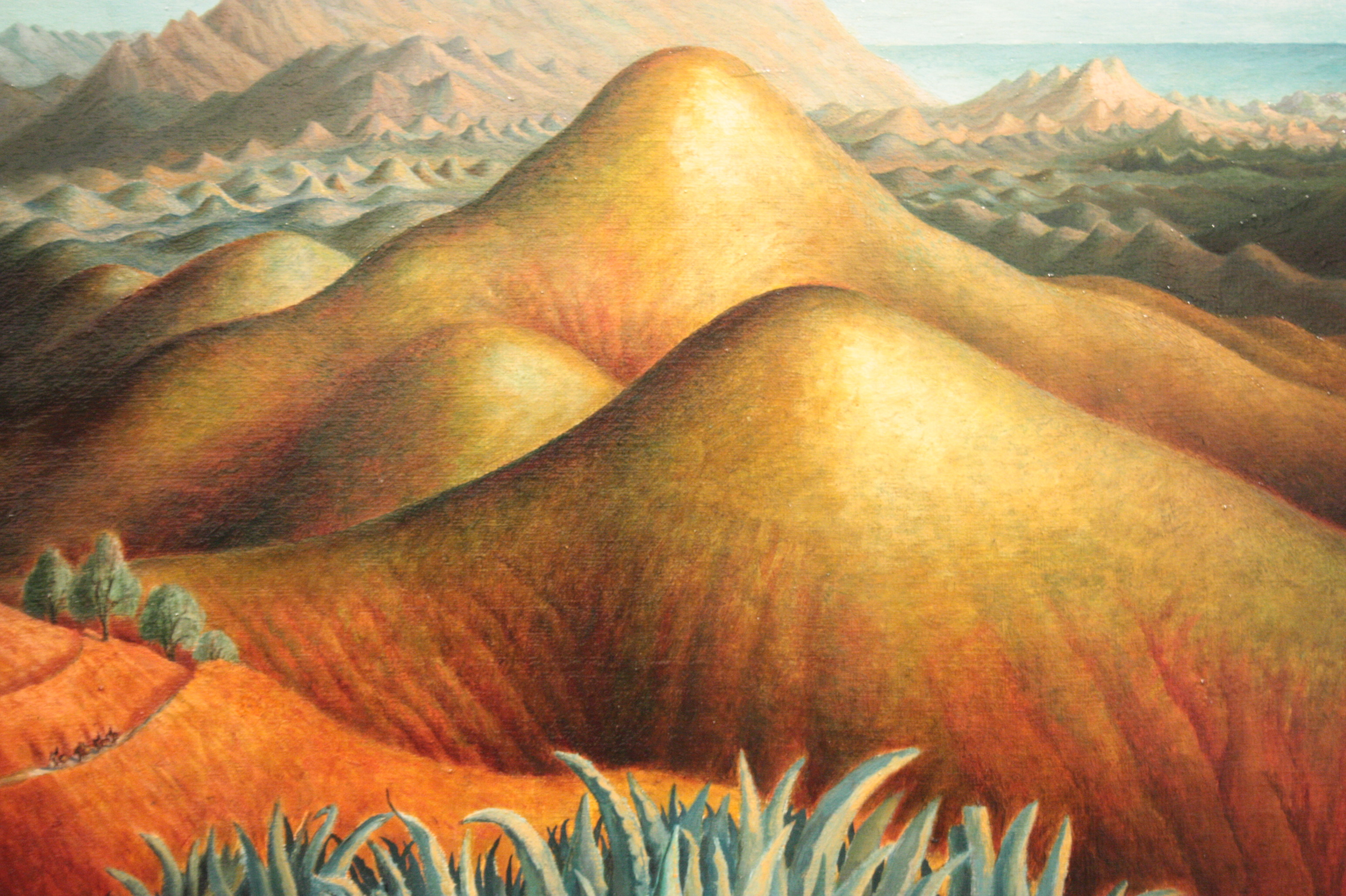
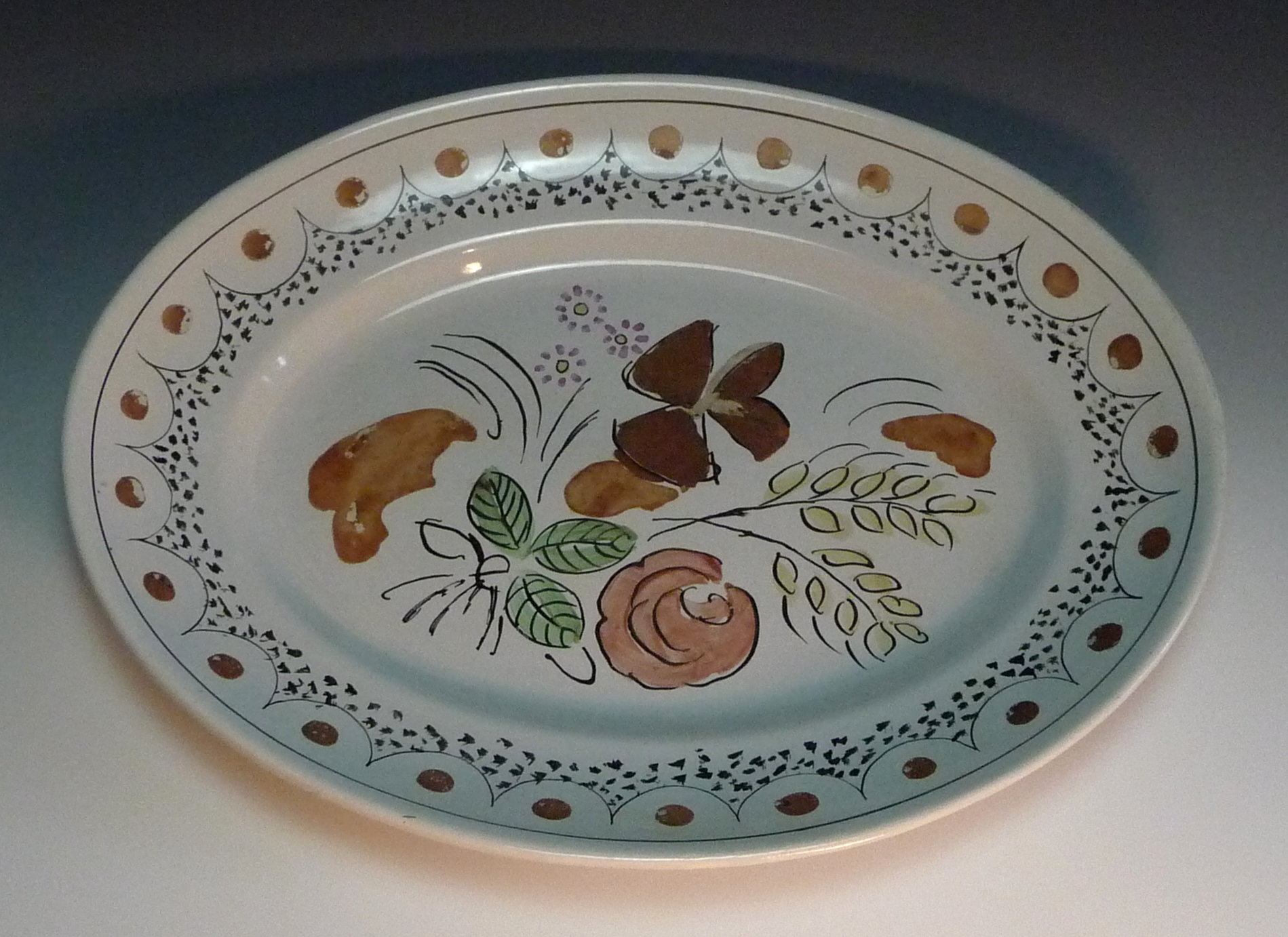
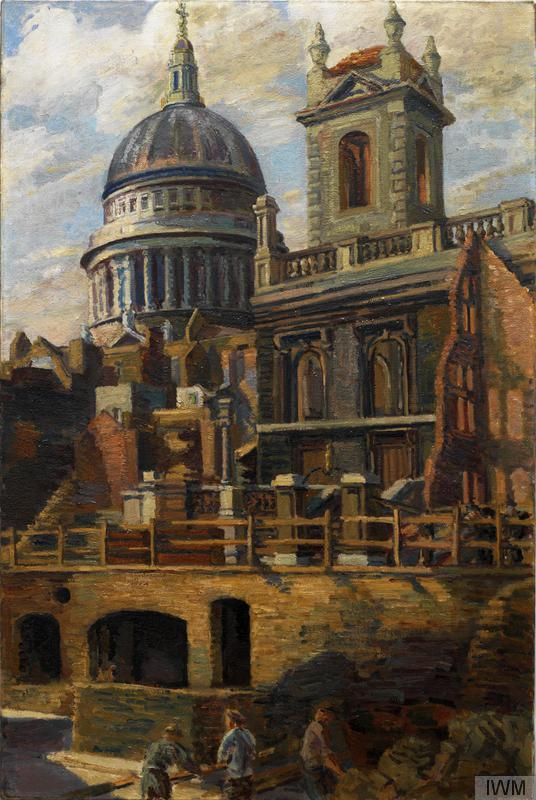